# Donald Houston
Pour les articles homonymes, voir Houston (homonymie).
Donald Houston (né le 6 novembre 1923 à Tonypandy, au pays de Galles et mort le 13 octobre 1991  à Coimbra, au Portugal) est un acteur britannique.

## Filmographie partielle
- 1949 : Le Lagon bleu (The Blue Lagoon) de Frank Launder
- 1949 : A Run for Your Money (De la Coupe aux Levres) de Charles Frend
- 1950 : Le Démon de la danse (Dance Hall) de Charles Crichton
- 1952 : My Death is a Mockery de Anthony Young
- 1952 : Crow Hollow de Michael McCarthy
- 1953 : Les Bérets rouges de Terence Young
- 1954 : Port du Diable de Montgomery Tully
- 1954 : Toubib or not Toubib de Ralph Thomas
- 1954 : The Happiness of Three Women de Maurice Elvey
- 1955 : The Flaw de Terence Fisher
- 1956 : Doublecross de Anthony Squire
- 1956 : Find the Lady de Charles Saunders
- 1957 : Commando sur le Yang-Tsé de Michael Anderson
- 1957 : The Surgeon's Knife de Gordon Parry
- 1958 : A Question of Adultery de Don Chaffey
- 1958 : The Man Upstairs de Don Chaffey
- 1959 : Les Chemins de la haute ville de Jack Clayton
- 1959 : Le Mouchard (Danger Within) de Don Chaffey
- 1961 : La Marque de Guy Green
- 1962 : Le Prince et le Pauvre (The Prince and the Pauper) de Don Chaffey (téléfilm)
- 1962 : La Bataille des Thermopyles de Rudolph Maté
- 1962 : Le Jour le plus long de Ken Annakin, Andrew Marton et Bernhard Wicki
- 1963 : Docteur en détresse (Doctor in Distress) de Ralph Thomas
- 1963 : Le Maniaque (The Maniac) de Michael Carreras
- 1963 : Carry on Jack de Gerald Thomas
- 1964 : Mission 633 (633 Squadron) de Walter Grauman
- 1965 : Sherlock Holmes contre Jack l'Éventreur de James Hill
- 1967 : La Reine des Vikings de Don Chaffey
- 1968 : Quand les aigles attaquent de Brian G. Hutton
- 1970 : L'Inceste de John Newland
- 1973 : Les Contes aux limites de la folie de Freddie Francis
- 1976 : Le Voyage des damnés de Stuart Rosenberg
- 1981 : Le Choc des Titans de Desmond Davis